# Pallenis maritima
L'asterisco marittimo (Pallenis maritima (L.) Greuter, 1997) è una pianta erbacea della famiglia delle Asteraceae.

## Descrizione

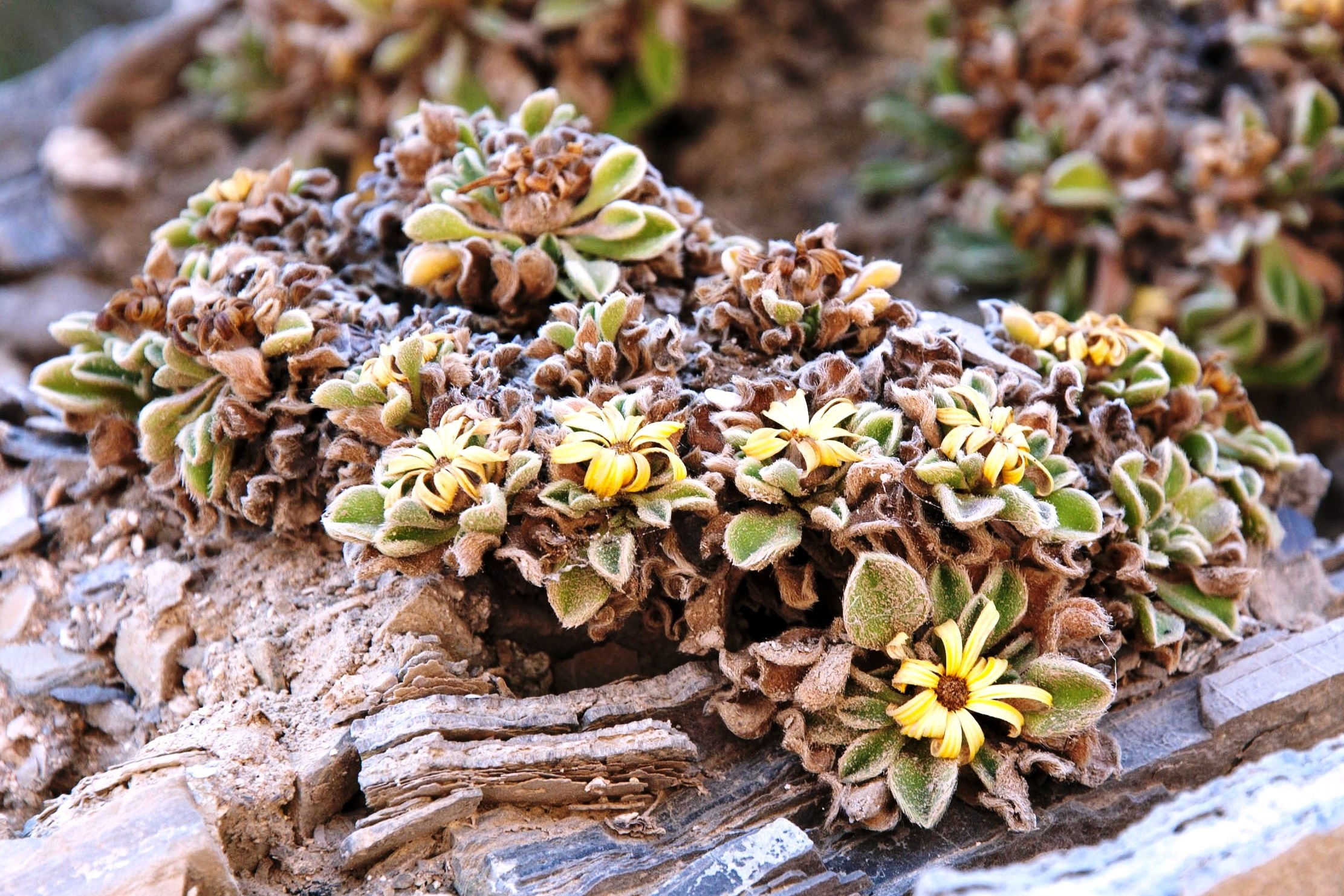

È una pianta perenne con fusti prostrati e legnosi lunghi fino a 20 cm, che forma piccoli cuscini tondeggianti.

Le foglie sono carnose e ricoperte da una fitta peluria, picciolate, oblungo-spatolate.

Le infiorescenze sono dei capolini solitari, terminali, di diametro fino    a 5 cm , di colore giallo, con involucro composto da brattee disposte in unica serie.

I frutti sono dotati di pappo lungo 1-1,5 mm; quelli dei fiori del raggio sono trigoni, lunghi 1,5 mm, mentre i fiori del disco hanno frutti cilindrici.

## Distribuzione e habitat
Il tipo corologico è steno-mediterraneo occidentale. È presente nelle aree costiere dell'Europa meridionale (penisola iberica, Francia, Italia e penisola balcanica) e del Nord Africa (Marocco, Algeria e Tunisia).

In Italia la sua presenza è limitata alla Toscana, alla Sicilia (comprese alcune isole minori tra cui p.es Favignana) e alla Sardegna.
È una specie alofila che cresce in pieno sole sui pendii sassosi e le rupi costiere.